# Adidas Etrusco Unico
Etrusco Unico foi uma bola de futebol fabricada pela empresa Adidas no início de 1990. Foi a bola oficial da Copa do Mundo de 1990 na Itália e da Euro 1992 na Suécia. O nome e o desenho intrincado teve sua inspiração na história antiga da Itália e da arte dos etruscos. Três cabeças de leão etrusca decoraram cada um dos 20 tríades.